# Mario Sports Mix
Mario Sports Mix é um jogo eletrônico de esporte desenvolvido pela Square Enix para o Wii. O jogo foi lançado no dia 25 de novembro de 2010 no Japão e foi lançado nas demais regiões em 2011. O jogo conta com personagens da série Mario e das séries da Square Enix, Final Fantasy e Dragon Quest, em disputas de voleibol, hóquei sobre a grama e no gelo, dodgeball (queimada) e basquetebol.

## Desenvolvimento
Mario Sports Mix é o terceiro jogo da série Mario produzido pela Square Enix, antes foram produzidos Super Mario RPG para o Super Nintendo Entertainment System e Mario Hoops 3-on-3 para o Nintendo DS, e foi apresentado pela primeira vez na edição de 2010 da E3. Durante a apresentação da Nintendo na E3, Reggie Fils-Aime afirmou que nenhum dos esportes incluídos tiveram destaque em qualquer título anterior de esportes de Mario. No entanto, três deles foram apresentados de alguma forma: o basquetebol foi o foco de Mario Hoops 3-on-3; o voleibol fizeram parte de mini-games incluídos em Mario Party 4 e Mario Party 5; e o hóquei foi um dos esportes de Mario & Sonic at the Olympic Winter Games e um mini-game de Mario Party 5; dos esportes incluídos em Mario Sports Mix, somente o dodgeball não apareceu em nenhum jogo da franquia Mario anteriormente.
O jogo foi lançado no Japão no dia 25 de novembro de 2010, na Austrália em 27 de janeiro de 2011, na Europa em 28 de janeiro, no Reino Unido em 4 de fevereiro, e na América do Norte em 7 de fevereiro.